# Coracina leucopygia
Coracina leucopygia là một loài chim trong họ Campephagidae.